# Винбластин
Винбластин — цитостатическое средство, противоопухолевое, лекарственный препарат из группы алкалоидов барвинка (лат. Vinca rosea L., Catharanthus roseus).

## Фармакологическое действие
Механизм действия связан с блокадой тубулина и остановкой клеточного деления в метафазе.

## Фармакокинетика
В незначительной степени проникает через ГЭБ. Связывание с белками плазмы составляет 75 %. Биотрансформируется в печени с образованием активных метаболитов. Преимущественно выводится с жёлчью, частично — почками.

## Показания
Лимфогранулематоз, неходжкинские лимфомы, герминогенные опухоли яичка и яичников, герминома головного мозга, хориокарцинома (резистентная к применению других химиотерапевтических препаратов), саркома Капоши, грибовидный микоз (тяжёлые формы), болезнь Леттерера-Сиве, рак почки, рак мочевого пузыря, нейробластома, рак носоглотки, рак лёгкого, рак молочной железы.

## Режим дозирования
Устанавливают индивидуально, в зависимости от показаний и стадии заболевания, состояния системы кроветворения, схемы противоопухолевой терапии.

## Побочное действие
Со стороны центральной нервной системы: невропатия, невриты периферических нервов, головная боль, депрессия, судороги. Лекарство ототоксично (может ухудшать слух).
Со стороны системы кроветворения: лейкопения, гранулоцитопения, тромбоцитопения, анемия.
Со стороны пищеварительной системы: анорексия, тошнота, рвота, боли в животе, паралитическая непроходимость кишечника, запор, диарея, язвенный стоматит, геморрагический энтероколит.
Со стороны сердечно-сосудистой системы: повышение артериального давления, развитие инфаркта миокарда, нарушения мозгового кровообращения, усиление симптоматики болезни Рейно.
Со стороны дыхательной системы: острая дыхательная недостаточность, бронхоспазм.
Со стороны репродуктивной системы: азооспермия, аменорея.
Прочие: алопеция, боли в костях.

## Противопоказания
Выраженная лейкопения, беременность, повышенная чувствительность к винбластину.

## Беременность и лактация
Винбластин противопоказан к применению при беременности. В случае необходимости применения в период лактации следует прекратить грудное вскармливание.
При применении у женщин детородного возраста рекомендуется использовать надёжные методы контрацепции.
В экспериментальных исследованиях установлен тератогенный эффект винбластина.

## Особые указания
С осторожностью применяют винбластин у пациентов с ветряной оспой (в том числе недавно перенесённой или после контакта с заболевшими), опоясывающим герпесом, другими острыми инфекционными заболеваниями, подагрой, нефролитиазом (в том числе в анамнезе). У пациентов с нарушением функции печени повышен риск возникновения токсических эффектов винбластина.
С осторожностью применять на фоне лечения препаратами, угнетающими активность изоферментов CYP3A системы цитохрома P450 печени.
Максимальная депрессия кроветворения (в первую очередь снижение количества лейкоцитов в периферической крови) достигается через 5-10 дней применения винбластина. Нормализация количества лейкоцитов в периферической крови отмечается через 7-14 дней после прекращения приема препарата. Развитие тромбоцитопении (менее 200 000/мкл) наиболее вероятно у пациентов, получавших предшествующую противоопухолевую или лучевую терапию. Нормализация числа тромбоцитов отмечается, как правило, через несколько дней после отмены винбластина.
Риск развития лейкопении при применении винбластина повышен у больных с кахексией и язвенными поражениями кожных покровов, поэтому пациентам с вышеуказанными состояниями его назначать не рекомендуют. У пациентов с метастазами в костный мозг выраженное снижение числа лейкоцитов и тромбоцитов было отмечено после применения винбластина в средних дозах. В этих случаях дальнейшее применение винбластина не показано.
В процессе терапии следует контролировать активность трансаминаз печени и ЛДГ, уровень билирубина и концентрацию мочевой кислоты в плазме крови.
В период лечения не рекомендуется проведение вакцинации пациентов и членов их семей.
Внутриоболочечное введение винбластина может привести к летальному исходу. При случайном попадании в глаза может возникнуть сильное воспаление.
Винбластин в форме лиофилизированного порошка для инъекций включён в Перечень ЖНВЛС.

## Лекарственное взаимодействие
При одновременном применении с ингибиторами активности изоферментов CYP3A системы цитохрома P450 печени возможно более раннее появление и/или усугубление тяжести побочных эффектов винбластина.
При одновременном применении с винбластином возможно снижение концентрации фенитоина в плазме крови и уменьшение его противосудорожной активности, по-видимому, за счёт уменьшения абсорбции, повышения скорости метаболизма и элиминации фенитоина.
При одновременном применении винбластина в высоких дозах с интерфероном альфа-n1 возможна тяжёлая миелодепрессия.